# 科斯达克

前KOSDAQ標誌

科斯达克（英語：KOrea Securities Dealers Automated Quotation, KOSDAQ，韩语： koseudak）是韩国的创业板市场，成立于1996年7月，隶属于韩国交易所，上市公司总市值位居世界第四。

## 历史
韩国经济长期以来受到大型财阀的左右。为了改变这种格局，早在20世纪80年代，韩国政府就开始采取各种措施扶持中小企业的发展。为了改善中小企业的融资环境，1986年韩国政府发布了促进中小公司股票交易的计划。1987年，韩国证券商协会对场外交易市场进行了规范。1991年10月，成立了供场外股票交易的中介大厅，通过计算机网络来收集与公布交易信息。1996年7月，韩国场外市场引入KOSDAQ交易系统，使得场外交易自动化。科斯达克正式成立。
1997年亚洲金融危机时期，科斯达克市场受到冲击。但随着韩国经济迅速走出危机，科斯达克迅速发展。在韩国政府的扶植下，科斯达克已经发展成为高科技领域创投公司和中小企业的重要融资渠道。自1997年开市以来，科斯达克上市公司的数量和规模不断增长。2011年科斯达克上市公司的数量已达1031家，市值106万亿韩元，15年的年复合增长率达19%。目前，科斯达克已经成为除纳斯达克外全球最成功的创业板市场，交易金额位居全球创业板市场第2位，总市值居全球创业板市场前4位，是当今世界上发展最快、最具活力的创业板市场。